# Homadaula calamitosa
Homadaula calamitosa is een vlinder uit de familie van de Galacticidae. De wetenschappelijke naam van de soort is voor het eerst geldig gepubliceerd in 1930 door Meyrick.